# Witalij Atiuszow
Witalij Georgijewicz Atiuszow, ros. Виталий Георгиевич Атюшов (ur. 4 lipca 1979 w Permie) – rosyjski hokeista, reprezentant Rosji, trener.

## Kariera zawodnicza
- Krylja Sowietow Moskwa (1996-1999)
- Mołot-Prikamje Perm (1999-2002)
- Ak Bars Kazań (2002-2003)
- Mietałłurg Magnitogorsk (2003-2011)
- Saławat Jułajew Ufa (2011-2013)
- Atłant Mytiszczi (2013-2014)
- Traktor Czelabińsk (2014-2015)
- Amur Chabarowsk (2015-2019)
- Nieftiechimik Niżniekamsk (2019-2020)

Wychowanek Dizelu Penza. Przez osiem lat grał w Mietałłurgu Magnitogorsk, w tym cztery ostatnie sezony był kapitanem drużyny. Następnie rozegrał dwa sezony w Saławacie Jułajew Ufa w latach 2011-2013. Od czerwca 2013 zawodnik Atłanta Mytiszczi związany dwuletnim kontraktem. Od lipca 2014 zawodnik Traktora Czelabińsk. Od sierpnia 2015 zawodnik Amuru Chabarowsk. W jego barwach rozegrał cztery sezony, w tym przez trzy ostatnie pełnił funkcję kapitana drużyny. Latem 2019 przeszedł do Nieftiechimika Niżniekamsk.
Uczestniczył w turniejach mistrzostw świata w 2006, 2007, 2009, 2010, 2011.

## Kariera trenerska
W maju 2021 wszedł do sztab trenerskiego Sibiru Nowosybirsk.

## Sukcesy

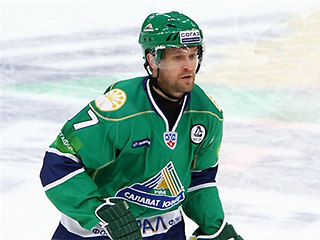
Witalij Atiuszow w barwach Saławatu Jułajew Ufa (2012)

Reprezentacyjne
- Złoty medal mistrzostw świata: 2009
- Srebrny medal mistrzostw świata: 2010
- Brązowy medal mistrzostw świata: 2007

Klubowe
- Złoty medal mistrzostw Rosji: 2007 z Mietałłurgiem
- Srebrny medal mistrzostw Rosji: 2004 z Mietałłurgiem
- Brązowy medal mistrzostw Rosji: 2006, 2008, 2009 z Mietałłurgiem
- Puchar Spenglera: 2005 z Mietałłurgiem
- Puchar Mistrzów: 2008 z Mietałłurgiem

Indywidualne
- Superliga rosyjska w hokeju na lodzie (2005/2006):
  - Nagroda Żelazny Człowiek - najwięcej rozegranych meczów w ostatnich trzech sezonach: 195
- Superliga rosyjska w hokeju na lodzie (2006/2007):
  - Pierwsze miejsce w klasyfikacji +/-
  - Pierwsze miejsce w klasyfikacji asystentów wśród obrońców
  - Pierwsze miejsce w klasyfikacji kanadyjskiej wśród obrońców
  - Złoty Kask (przyznawany sześciu zawodnikom wybranym do składu gwiazd sezonu)
- Puchar Mistrzów IIHF 2008:
  - Skład gwiazd turnieju
  - Najlepszy obrońca turnieju
  - Najbardziej Wartościowy Gracz (MVP) turnieju
- Superliga rosyjska w hokeju na lodzie (2007/2008):
  - Złoty Kask (przyznawany sześciu zawodnikom wybranym do składu gwiazd sezonu)
- KHL (2008/2009):
  - Czwarte miejsce w klasyfikacji asystentów wśród obrońców w sezonie zasadniczym: 27 asyst
  - Trzecie miejsce w klasyfikacji kanadyjskiej wśród obrońców w sezonie zasadniczym: 35 punktów
  - Czwarte miejsce w klasyfikacji asystentów wśród obrońców w fazie play-off: 6 asyst
- KHL (2009/2010):
  - Mecz Gwiazd KHL
- Mistrzostwa Świata w Hokeju na Lodzie 2010/Elita:
  - Jeden z trzech najlepszych zawodników reprezentacji
- KHL (2010/2011):
  - Trzecie miejsce w klasyfikacji asystentów wśród obrońców w fazie play-off: 7 asyst

Wyróżnienie
- Zasłużony Mistrz Sportu Rosji w hokeju na lodzie: 2010